# Okręt flagowy

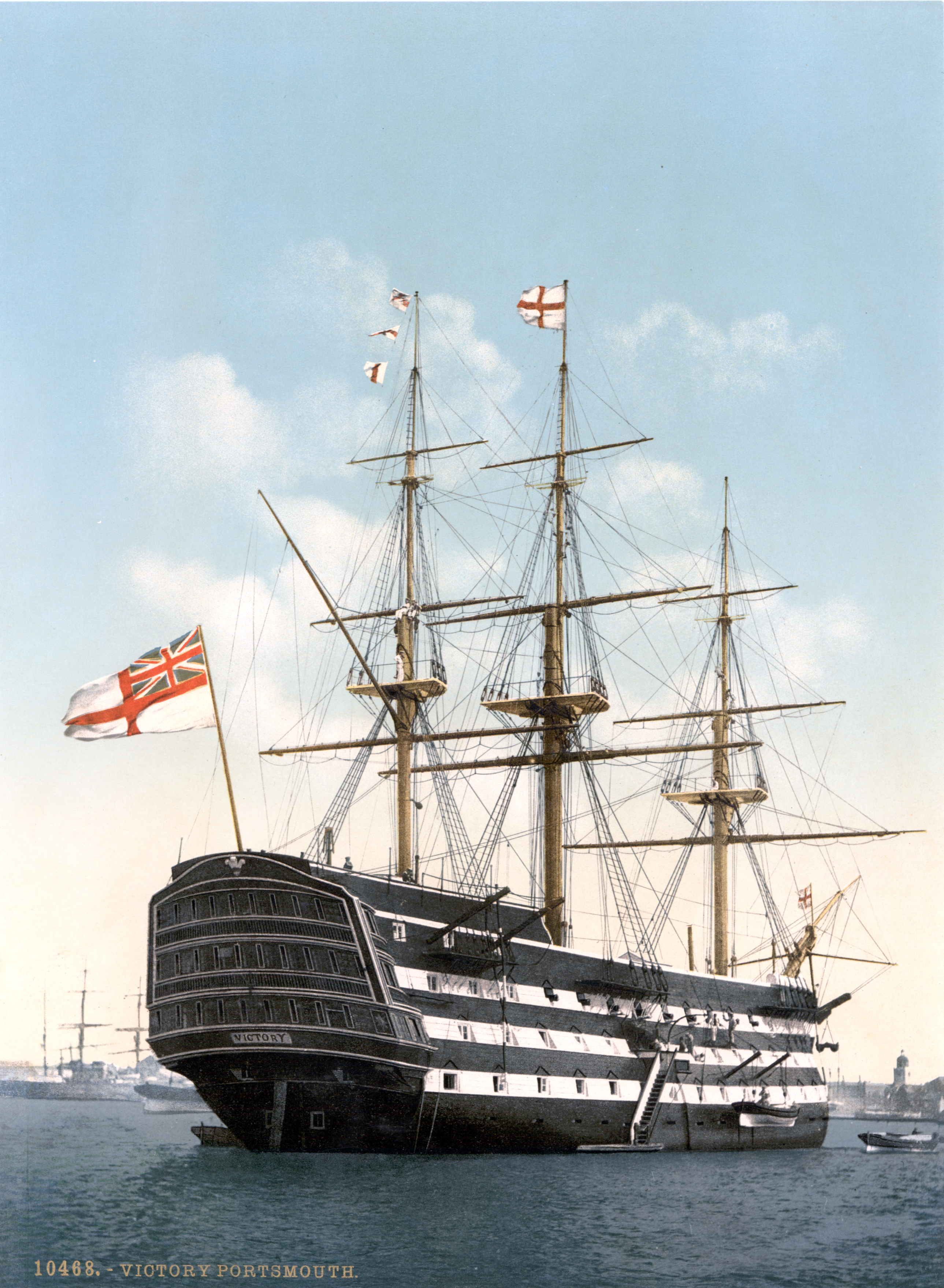
„HMS Victory”, okręt flagowy admirała Horatio Nelsona

Okręt flagowy – okręt, na którym znajduje się oficer flagowy – dowódca zespołu okrętów lub całej floty w stopniu admiralskim. Obecność dowódcy symbolizuje flaga lub proporzec na maszcie. Okrętów flagowych może być tyle, ile jest samodzielnie działających zespołów okrętów w czasie wojny. W czasie pokoju jest jeden okręt, który uznano za najbardziej spektakularny, wyznaczony do pełnienia symbolicznej funkcji okrętu flagowego dla całej floty. Rolą dowódcy na okręcie flagowym jest dowodzenie całym zespołem okrętów, nie zaś samym okrętem pełniącym rolę jednostki flagowej, który ma swojego własnego, odrębnego dowódcę.

## Polska

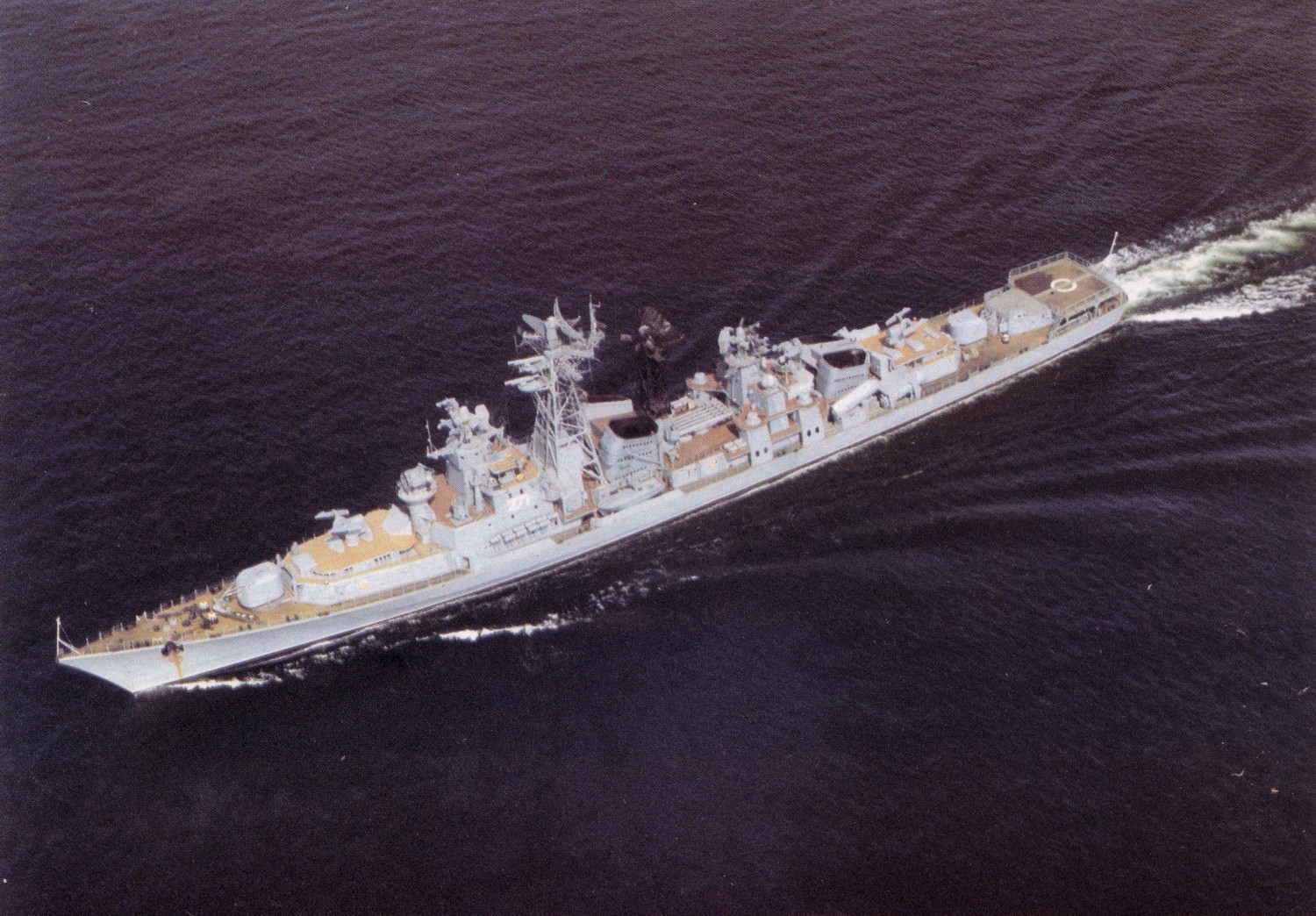
„ORP Warszawa”, okręt flagowy polskiej Marynarki Wojennej do 2003 roku

Do 2003 roku rolę okrętu flagowego polskiej Marynarki Wojennej pełnił ORP „Warszawa” (III). Wcześniej funkcję tę pełniły między innymi ORP „Warszawa” (II) i ORP „Grom” (II). Od 2003 Polska nie ma okrętu flagowego.